# Erik Jørgensen Podebusk
Erik Jørgensen Podebusk til Bidstrup (død 17. oktober 1573), dansk rigsråd.
Han var eneste søn af Jørgen Predbjørnsen Podebusk til Bidstrup og Ermegård Andersdatter Bille. 
Han var i 1554 hofsinde. I 1560 fik han Vrejlev Kloster i forlening. 
Han gjorde krigstjeneste, i 1564 først i flåden, siden som ritmester ved hæren i Skåne, og måtte som mange andre adelsmænd forstrække kongen med penge til hærens underhold, hvorved han pådrog sig selv en betydelig gæld. 
Ved moderens død i 1564 arvede han hendes pantelen Øster Velling Birk, som kongen i 1569 tilskødede ham. I 1567 blev han lensmand på Ålborghus, og i 1572 fik han også Viskumgård i forlening, og omtrent samtidig blev han rigsråd. 
Han blev 9. februar 1567 gift med Sidsel Johansdatter Oxe, datter af Johan Oxe til Nielstrup og Mette Mogensdatter Gøye.
Foruden sin fædrenegård Bidstrup ejede han Hjelmsøgård, som han i 1568 mageskiftede sig til med sin svoger Peder Oxe. 
Han døde i 1573, mens hans enke overlevede ham til 1593.
Et epitafium for Erik Podebusk og Sidsel Oxe findes i Århus Domkirke.